# Lilly (Frankrijk)
Lilly is een gemeente in het Franse departement Eure (regio Normandië) en telt 72 inwoners (2009). De plaats maakt deel uit van het arrondissement Les Andelys.

## Geografie
De oppervlakte van Lilly bedraagt 5,9 km², de bevolkingsdichtheid is dus 12,2 inwoners per km².
De onderstaande kaart toont de ligging van Lilly (Frankrijk) met de belangrijkste infrastructuur en aangrenzende gemeenten.

## Demografie
Onderstaande figuur toont het verloop van het inwonertal (bron: INSEE-tellingen).